# Pushyabhuti
La dinastia Pushyabhuti  (Puṣyabhūti) o Vardhana  fou una dinastia efímera que va governar parts de l'Índia del nord durant els segles VI i VII. La dinastia va assolir el seu zenit sota el seu darrer governant Harxa o Harshavardhana.

## Orígens
Cap informació concreta és disponible sobre els orígens de la dinastia. El Harshacharita del poeta de segle VII Bana dona un relat llegendari del seu origen, anomenant Pushyabhuti al fundador de la dinastia. Segons aquesta llegenda, Pushyabhuti via viure al japanada (regne o república de l'època vèdica) de Srikantha (modern districte de Kurukshetra), la capital del qual era Sthanvishvara (moderna Thanesar). Un devot de Shiva, Pushyabhuti va esdevenir implicat en un ritual tàntric en una terra de cremació, sota la influència de Bhairavacharya, un mestre del sud. Al final d'aquest ritual, una deessa (identificada com Lakshmi) el va designar rei i el va beneir com el fundador d'una gran dinastia.
El Pushyabhuti esmentat en el relat de Bana sembla un personatge fictici, ja que no és esmentat amb cap altre inscripció o font.

## Història

El territori original dels Pushyabhutis localitzat al voltant de la moderna Thanesar

La dinastia Pushyabhuti al principi governava una àrea reduïda al voltant de la seva capital Sthaneshvara (Thanesar). Segons Hans T. Bakker, el seu governant Aditya-Vardhana (o Aditya-Sena) era probablement un feudatari de Sharvavarman, el rei Maukhari de Kannauj. El seu successor Prabhakara-Vardhana també hauria estat un feudatari del rei Maukhari Avantivarman almenys en els seus primers temps. La filla de Prabhakara, Rajyashri, es va casar amb el fill d'Avantivarman, l Grahavarman. Arran d'aquest matrimoni, l'estatus polític de Prabhakara va augmentar significativament, i va assumir el títol imperial de Parama-bhattaraka Maharajadhiraja. ("El qui té llaços amb altres reis a causa del seu valor i afecte").
Segons el Harshacharita, després de la mort de Prabhakara, el rei de Malava (Malwa) va atacar Kanauj, amb ajut del rei de Gauda. El rei de Malava va matar a Grahavarman i va capturar a Rajyashri. Bana no esmenta aquest rei de Malava, però els historiadors especulen que podria ser un governant de la dinastia dels Guptes Posteriors. El fill gran de Prabhakara, Rajya-Vardhana va derrotat al governant de Malava però fou mort a traïció pel rei de Gauda.
El Harshacharita més endavant declara que el fill petit de Prabhakara Harxa, o Harshavardhana, va jurar llavors destruir el regne Gauda i als seus aliats. Un altre cop, Bana no esmenta el nom del rei de Gauda però els historiadors l'identifiquen amb Shashanka-Deva, un vassall (mahasamanta) Maukhari. Harxa va formar una aliança amb Bhaskar Barman, el rei de Kamarupa, i va forçar a Shashanka a retrocedir. Posteriorment el 606 Harxa fou formalment coronat com a emperador. Va capturar una part gran de l'Índia del nord (vegeu la biografia de Harxa). Va morir sense un hereu, el que va posar final a la dinastia Pushyabhuti.

## Governants
El següent són els governants coneguts de la dinastia Pushyabhuti o Vardhana, amb el període calculat de regnat:
- Pushyabhuti (Puṣyabhuti), possiblement mític
- Adityasena (Ādityasena), vers 555-580
- Prabhakara-vardhana (Prabhākaravardhana), vers 580-605 Rajya-vardhana (Rājyavardhana), vers 605-606
- Harsha-vardhana (Harṣavardhana), 606-647